# Concerto Moon
I Concerto Moon sono un gruppo power metal giapponese nato nel 1996. Nel corso degli anni ha subito numerosi cambi di formazione, e con l'abbandono di Kosaku Mitani nel 2003, il chitarrista e leader Norifumi Shima è rimasto l'unico membro fondatore.
Nel mese di dicembre del 2004 si sciolgono temporaneamente, per poi riformarsi nel 2007. Nel 2009, dopo un tour d'addio, anche il tastierista Toshiyuki Koike - che dopo Shima è l'elemento che ha militato più a lungo nella band - abbandona i Concerto Moon. Da questo momento in poi il gruppo non avrà più un tastierista fisso in formazione, ma solo special guests, sia in studio che dal vivo.
Sempre nel 2009 Norifumi Shima ha realizzato il suo primo album solista, intitolato From the Womb to the Tomb.
Parallelamente ai Concerto Moon, Norifumi Shima ha inoltre portato avanti una spin-off band formata da alcuni membri dei Concerto Moon e dei Saber Tiger (un altro gruppo metal giapponese); si tratta dei Double Dealer, che al momento risultano non in attività.
Il bassista originale Kosaku Mitani è stato ricontattato da Shima nel 2009 (in seguito all'abbandono di Takanobu Kimoto) e nel 2012 (in seguito all'abbandono di Toshiyuki Sugimori) come membro di supporto per alcuni concerti, essendo il gruppo ritrovatosi improvvisamente senza un bassista in formazione, ma con delle date dal vivo già organizzate.
Mitani collaborerà anche all'album Black Flame, pubblicato nel Settembre 2013. Nonostante il gruppo si presenti ufficialmente (e per la prima volta) come un trio, Mitani si occupa di tutte le parti di basso, a 10 anni di distanza dal suo ultimo lavoro in studio (Life On The Wire).

## Formazione

### Formazione attuale
- Norifumi Shima - chitarra (1996- )
- Shigeharu Nakayasu - basso (2015- )
- Atsushi Kawatsuka - batteria (2015- )
- Wataru Haga - voce (2018- )
- Ryo Miyake - tastiera (2018- )

### Ex componenti
- Takao Ozaki - voce (1996-1999)
- Osamu Harada - tastiera (1996-1997)
- Nobuho Yoshioka - batteria (1996)
- Kosaku Mitani - basso (1996-2003, 2009 & 2012-2014 membro di supporto)
- Ichiro Nagai - batteria (1997-2001)
- Toshiyuki Koike - tastiera (1998-2009)
- Takashi Inoue - voce (2000-2011)
- Junichi Sato - batteria (2002-2003)
- Takanobu Kimoto - basso (2003-2009)
- Shoichi Takeoka - batteria (2004)
- Toshiyuki Sugimori - basso (2009-2012)
- Masayuki Osada - batteria (2007-2015)
- Aki - tastiera (2013-2014 membro di supporto, 2015-2017)
- Atsushi Kuze - voce (2011-2018)

## Discografia
Album in studio
- 1997 - Fragments of the Moon
- 1998 - From Father to Son
- 1999 - Rain Forest
- 2001 - Gate of Triumph
- 2003 - Life on the Wire
- 2004 - After the Double Cross
- 2008 - Rise from Ashes
- 2010 - Angel of Chaos
- 2011 - Savior Never Cry
- 2013 - Black Flame
- 2015 - Between Life and Death
- 2017 - Tears of Messiah
- 2020 - Rain Fire

EP
- 1999 - Time to Die
- 2004 - Concerto Moon
- 2014 - Live and Rare

Live
- 1997 - Live Concerto
- 1999 - The End Of The Beginning
- 2003 - Live: Once In A Life Time
- 2011 - Live For Today, Hope For Tomorrow

Raccolte
- 2002 - Destruction and Creation
- 2008 - Decade Of The Moon
- 2019 - Ouroboros

## Videografia

### DVD / VHS
- Live 1999 And More - The End Of Beginning (VHS, 2000 - DVD, 2003)
- Live - Once In A Life Time (DVD, 2003)
- Live Concerto - The Movie (DVD, 2008)
- Live From Ashes - 10th Anniversary Rise From Ashes Tour (DVD, 2009)